# Frieda Hughes
Frieda Rebecca Hughes (ur. 1 kwietnia 1960 w Londynie) – brytyjska malarka, poetka, autorka i ilustratorka książek dla dzieci.

## Wykształcenie
Po ukończeniu North Devon College of Art w 1978 roku rozpoczęła studia w Saint Martin's School of Art w Londynie, które przerwała, podejmując się różnych prac. Ostatecznie ukończyła je w roku 1988, uzyskując tytuł bakałarza sztuk.
Od 1989 roku uczestniczyła w zbiorowych wystawach artystycznych w kraju i za granicą – w Wielkiej Brytanii, Australii i Stanach Zjednoczonych; swój dorobek malarski prezentowała również na wystawach indywidualnych, zdobywając nagrodę Królewskiej Akademii Sztuk Pięknych w Londynie. Realizowany od 2001 roku projekt artystyczny Forty Years, łączący poezję z malarstwem, został nagrodzony za innowacyjność przez Narodową Fundację na rzecz Nauki, Technologii i Sztuki (NESTA).

## Twórczość literacka
Cyklem krótkich opowiadań o perypetiach tytułowej czarownicy Getting Rid of Aunt Edna, zilustrowanym przez Eda Levine'a, Frieda Hughes zadebiutowała jako autorka literatury dla dzieci w 1986 roku. W latach 1989–2001 wydała sześć książek przeznaczonych dla najmłodszych czytelników. Część twórczości dla dzieci Friedy Hughes pojawiała się na rynku księgarskim jednocześnie w Wielkiej Brytanii i w Stanach Zjednoczonych.
W roku 1999 zadebiutowała w Wielkiej Brytanii jako poetka tomikiem Wooroloo, który otrzymał specjalną rekomendację Poetry Book Society. Już rok  wcześniej pojawiła się edycja amerykańska, a w tym samym roku, co brytyjska, w Australii ukazała się trzecia wersja. Utwory z tomu Wooroloo zostały przetłumaczone na hiszpański przez urugwajską poetkę Teresę Shaw, ukazując się w roku 2002 w barcelońskim wydawnictwie Plaza & Janés.
Wiersze Friedy Hughes były również publikowane na łamach wysokonakładowych czasopism i magazynów literackich, m.in. „The New Yorker”, „The Times”, „The Paris Review”, „The London Magazine” czy „The Spectator”. W latach 2006–2008 prowadziła cotygodniową kolumnę poetycką w londyńskim wydaniu „The Times”.
W roku 2008 zasiadała w trzyosobowym jury The National Poetry Competition, objętego patronatem The Poetry Society. W 2017 roku jako jedna z dwóch jurorek wybierała zwycięzcę w dorocznym konkursie Poetry Prize, organizowanym przez „The London Magazine” - najstarsze wciąż wydawane brytyjskie czasopismo literackie.

## Życie prywatne
Urodziła się w londyńskim domu rodziców jako córka pary poetów – Amerykanki Sylvii Plath i Anglika Teda Hughesa. Mając dwa lata, Frieda Hughes straciła matkę, która w lutym 1963 popełniła samobójstwo. Dzieciństwo i wczesną młodość spędziła w Irlandii, Devon i Yorkshire. Dopiero jednak w filmie dokumentalnym Life Inside The Bell Jar z roku 2018, wyreżyserowanym przez Teresę Griffiths, udzieliła wywiadu, po raz pierwszy wypowiadając się o swojej matce przed kamerą.

## Publikacje
Na podstawie:

### Poezja
- Wooroloo, New York: HarperCollins, 1998; Newcastle Upon Tyne: Bloodaxe Books, 1999; South Fremantle: Fremantle Arts Centre Press, 1999
- Stonepicker, Newcastle Upon Tyne: Bloodaxe Books, 2001
- Waxworks, Newcastle Upon Tyne: Bloodaxe Books, 2002
- Forty-Five. Poems, London–New York: HarperCollins, 2006

### Literatura dziecięca
- Getting Rid of Aunt Edna, London: Heinemann; New York: Harper & Row, 1986
- The Meal a Mile Long, New York: Simon & Schuster, 1989
- Waldorf and the Sleeping Granny, New York: Simon & Schuster, 1990
- The Thing in the Sink, New York: Simon & Schuster, 1992
- Rent-a-Friend, New York: Simon & Schuster, 1994
- The Tall Story, Kingston Upon Thames: MacDonald Young Books, 1997
- Three Scary Stories, New York: HarperCollins, 2001